# Liên đoàn bóng đá Turkmenistan
Liên đoàn bóng đá Turkmenistan (FFT) (tiếng Turkmen: Türkmenistanyň Futbol federasiýasy) là tổ chức quản lý, điều hành các hoạt động bóng đá ở Turkmenistan. FFT quản lý đội tuyển bóng đá quốc gia Turkmenistan, tổ chức các giải bóng đá như giải vô địch bóng đá Turkmenistan, cúp bóng đá Turkmenistan,.... FFT là thành viên của cả Liên đoàn bóng đá thế giới (FIFA), Liên đoàn bóng đá châu Á (AFC) và Liên đoàn bóng đá Nam Á (SAFF).